# Oi! The Album
| Críticas profissionais | Críticas profissionais |
| Pontuações agregadas   | Pontuações agregadas   |
| Fonte                  | Avaliação              |
| ---------------------- | ---------------------- |
| Metacritic             | XX/100                 |
| Avaliações da crítica  |                        |
| Fonte                  | Avaliação              |
| All Music Guide        | link                   |
| Rate Your Music        | link                   |
| Amazon                 | link                   |

Oi! The Album foi uma compilação feita pelo músico e jornalista Garry Bushell e lançada em 1980 pela gravadora EMI Records.
O álbum contou com a participação de várias bandas do cenário musical punk e skinhead da época, mas que em sua grande maioria ainda eram recém formadas e que se tornaram conhecidas a partir do lançamento. O título do álbum referia-se a um novo gênero musical que surgia, o chamado "Oi!" (apelido usado para se referir ao street-punk, inspirado no single "Oi! Oi! Oi!" do Cockney Rejects), o álbum é considerado até hoje um dos maiores clássicos do gênero e o responsável pela divulgação do "novo estilo".

## História
Enquanto o movimento punk na Grã-Bretanha ia morrendo lentamente, desenvolveu-se um estilo tosco de música que agradava mais a classe trabalhadora. Uma das primeiras bandas foi o Sham 69, lentamente a imprensa britânica perdeu o interesse na cena punk sensacionalista que foi dominada principalmente por bandas como Sex Pistols, The Clash e The Damned. Com exceção da revista Music Sounds, que regularmente fazia publicações e relatos sobre as novas bandas da cena como Angelic Upstarts, Cockney Rejects e The Last Resort.
A cena musical até então não tinham nome próprio. O músico e jornalista Garry Bushell descreveu a música como "Oi!", a partir dos anúncios da canção Oi! Oi! Oi! do Cockney Rejects. Bushell negociou com a gravadora EMI uma compilação com o apoio da revista Sounds, que foi a introdução da cena jovem. Ele enviou nessa época uma série de demos de bandas semelhantes. Além de bandas amigas como o Cockney Rejects e Angelic Upstarts, ele também adicionou duas bandas mais antigas na coletânea como Slaughter and The Dogs e Cock Sparrer, que tinham sido muito ativas no pub rock antes da onda punk. Outra banda que foi mais propensa a atribuir o acampamento foi o The Exploited, que também estão representados na coletânea.
Apesar das reivindicações da cena Oi! serem apolíticas, duas músicas do Angelic Upstarts encontradas no álbum estão com o arrivista altamente político. Encontra-se o total de cinco músicas do Cockney Rejects na coletânea, porém em duas delas sob o pseudônimo The Postmen. As quatro contribuições do Cockney Rejects foi um projeto de Mick Geggus com Grant Fleming de The Next Door Kidz sob o nome The Terrible Twins. Os pseudónimos foram prosseguidos na série de compilações que resultou desta compilação.
A capa de fundo amarelo do álbum mostra o vocalista do Cockney Rejects, Mickey Geggus, fazendo o símbolo da vitória. O encarte do CD foram escritos por Garry Bushell na gíria cockney. Foi a primeira compilação Oi! feita na época e apenas um ano mais tarde foi compilada e lançada a Strength Thru Oi!. Houve um grande número de compilações Oi! das quais apenas as quatro primeiras foram feitas por Bushell. Depois disso, as demais que vieram foram prosseguidas pela Link Records e várias outras gravadoras diferentes que então escolhia os artistas da cena e selecionava as músicas que seriam compiladas.

## Faixas e artistas
| N.º | Título                       | Compositor(es)                  | Duração |  |
| 1.  | "Oi! Oi! Oi!"                | Cockney Rejects                 | 3:25    |  |
| 2.  | "Rob a Bank (Wanna)"         | Peter & The Test Tube Babies    | 2:29    |  |
| 3.  | "Wonderful World"            | The 4-Skins                     | 1:37    |  |
| 4.  | "Have a Cigar"               | The Postmen                     | 1:22    |  |
| 5.  | "Daily News"                 | The Exploited                   | 3:06    |  |
| 6.  | "Generation of Scars"        | The Terrible Twins              | 2:59    |  |
| 7.  | "Guns for the Afghan Rebels" | Angelic Upstarts                | 2:41    |  |
| 8.  | "Sunday Stripper"            | Cock Sparrer                    | 3:25    |  |
| 9.  | "Last Night Another Soldier" | Angelic Upstarts                | 2:46    |  |
| 10. | "Chaos"                      | The 4-Skins                     | 3:05    |  |
| 11. | "Here We go Again"           | Cockney Rejects                 | 3:47    |  |
| 12. | "Isubeleeeene"               | Max Splodge & Desert Island Joe | 3:05    |  |
| 13. | "Beardsmen"                  | The Postmen                     | 1:40    |  |
| 14. | "Cranked Up Really High"     | Slaugther & The Dogs            | 2:52    |  |
| 15. | "Bootboys"                   | Barney and The Rubbles          | 2:36    |  |
| 16. | "Intensive Care"             | Peter & The Test Tube Babies    | 2:16    |  |
| 17. | "I Still Believe in Anarchy" | The Exploited                   | 2:01    |  |